# 라미예 전투
라미예 전투는 1706년 5월 23일 벌어진 스페인 왕위 계승 전쟁의 주요한 전투이다. 이 교전은 블레넘 전투로 인하여 지나치게 자신감이 넘친 동맹군이 모젤(Moselle)강가를 따라 벌인 급작스런 전역에 의해 일어났는데, 영국, 네덜란드, 덴마크 연합군의 승리로 여겨진다. 결국 이 전투로 말버러 공작(Duke of Marlborough)은 프랑스 국내로 진입한다는 자신의 계획을 포기해야 하였다. 비록 동맹군이 결정적인 승리를 거두지는 못했지만, 루이 14세(Louis XIV)는 평화를 갈구하게 되었다. 그러나 그는 일정한 조건을 얻기를 원했기 때문에, 그에 따라 프랑스군은 방어자세를 취하기보다는 오히려 앞서서 공격적인 태도를 취하게 되었다.
1706년은 빌라르(Villars)장군이 바덴의 변경백 (Margrave of Baden)을 압박해 라인을 넘어 퇴각하게 만드는 등 알자스(Alsace)와 이탈리아에서 초기에 얻은 성공적인 승리는 루이 14세 휘하의 프랑스 장군들에게 유리하게 시작되었다. 루이 14세는 이제 빌레루아(Villeroi)원수에게 말버러 공작을 끌어내어 동맹군이 스페인령 네덜란드에서 싸울 것을 강요했다. 이에 따라 프랑스 원수는 루뱅(Louvain)에서 60,000명의 병력과 함께 리우(Léau)를 향해 도발적인 행군을 시작했다. 결전을 결심한 말버러 또한 메하임(Mehaigne)강과 라미예 평원으로 진군하기 전에 약 62,000명에 달하는 병력을 마스트리히트(Maastricht)에 조직했다. 그러나 프랑스군은 동맹군, 그리고 말버러 공작의 진군 경로를 예상하고 이미 그 지역을 점거한 상황이었다. 그럼에도 불구하고 말버러 공작은 한번 공격해 보기로 결심했다.
4시간도 되기 전에 빌레루아의 군대는 완전히 패배했다. 말버러 공작의 미묘한 움직임과 전투 중 공격로의 변경은 -프랑스와 바이에른의 사령관들은 너무 늦을 때까지 그 변화를 파악하지 못했다. - 그의 적들을 전술적으로 교란시켰다. 프랑스 바이에른 연합군은 패퇴하여 한 덩어리로 궤주하였고, 20,000명의 사상자를 기록했다. 얼마 지나지 않아 북부 이탈리아의 투린(Turin)에서 사보이 외젠 공작(Prince Eugène)의 승리와 함께 동맹군은 루이 14세에게 전쟁 기간 동안 심각하게 고통 받을 정도의 많은 영토와 자원의 손실을 강요하였다. 브뤼셀(Brussels), 브뤼헤(Bruges), 앤트워프(Antwerp)와 같은 도시들이 전역의 종결때까지 말버러 공작의 군세에 의해 점령당했고, 프랑스-바이에른 연합군은 스페인령 네덜란드에서 퇴각했다. 1706년은 동맹군에게 최고의 해(annus mirabilis)라는 것이 증명되었다.

## 배경
1704년에서 재난에 가까운 패배 이후의 해는 프랑스에게 어느 정도 휴식의 해였다. 말버러 공작은 1705년 블레넘(Blenheim)에서의 성과를 완료하고 루이 14세로 하여금 평화 조약을 맺게 하기 위한 방법으로 모젤 계곡을 통한 프랑스 침입을 시도했다. 그러나 이 계획은 적군의 저항과 아군의 실수로 인해 곤경에 빠진 상황이었다.
독일에서 다른 도박으로 인해 군대가 거의 배치되지 않은 자신들의 국경을 의식하는 말버러공작의 동맹자인 네덜란드 정부의 못마땅해 하는 태도는 말버러 공작이 주도권을 행사하지 못하게 하였다. 그러나 더 중요한 요소는 바덴의 변경백이 다음 공격에 말버러 공작과 동행하지 않겠다고 말한 선언이었다. 이 전쟁은 이탈리아의 외젠 공을 지원하기 위해 라인으로부터의 갑작스런 기습이었기 때문이고, 또 전해의 셸렌베르크의 강습(storming of the Schellenberg)으로부터 입은 다리 부상이 재발함으로 인해 바덴의 루이공의 건강이 나빠졌기 때문이기도 했다. 게다가 말버러 공작은 대동맹이 피할 수 없이 마주쳐야 하는 문제인, 5월 황제 레오폴드 1세(Emperor Leopold I)의 죽음에 이은 요제프 1세(Joseph I)의 계승 역시 처리해야 했다.
프랑스왕의 회복과 그의 장군들의 노력은 말버러 공작의 고민들을 가증시켰다. 빌레루아 원수는 뮤즈(Meuse)강을 따라 네덜란드의 장군인 오버크리크(Overkirk)를 상당히 압박하였고, 리에주(Liège)를 압박하기 위해 7월 10일에는 뫼즈강의 위이(Huy)를 점령하였다. 모젤에서 빌라르 원수의 우세에 의해 결정적인 보급 문제를 겪게 된 동맹군 장군은 7월 16일 전역을 취소해야할 지경에 이르렀다. "얼마나 말버러 공의 망신일 것인가?" 빌레루아는 환성을 지르며 말했다. "아무 성과도 없이 무익한 원정을 치렀으니." 말버러 공작이 북쪽으로 출발함과 동시에 빌라르 원수는 라인강으로 진군을 시작했고, 프랑스군은 이제 모젤 계곡에서 플랑드르(Flanders)에 있는 빌레루이의 병력을 지원하기 위해 출발했다.
동맹군은 엘릭스하임의 성공으로 모젤 전역의 실패를 조금은 보상했다. 그리고 스페인령 네덜란드의 브라반트 선(Lines of Brabant)을 건넜다.(위이 역시 7월 11일 탈환했다.) 그러나 네덜란드의 게으름과 우유부단함 때문에 말버러 공작은 프랑스와 결정적인 전투를 벌일 찬스를 잃어버렸다. 1705년은 군사적인 실패를 뒤셀도르프(Düsseldorf), 프랑크푸르트(Frankfurt), 비엔나(Vienna), 베를린(Berlin), 하노버(Hanover)에서의 외교적 성과로 조금 보상한 말버러 공작에게 허무한 해로 증명되었고, 이에 그는 대동맹의 지원을 증강하고 다음해에 벌어지는 전역에 대해여 즉각적인 지원을 받을 방법을 찾기 시작했다.

## 서막
1706년 1월 11일, 말버러 공작은 그의 외교적 여정의 끝으로 런던에 도착했다. 그러나 그는 다음번 계획의 전술을 이미 짜둔 상황이었다. 처음의 선택(비록 말버러 공작이 이런 활동을 함으로써 무엇을 증진시켰는지는 의문이 많지만)은 그의 병력을 스페인령 네덜란드에서 북 이탈리아로 옮기는 것이었다. 그곳에서 말버러공작은 적에게 위협받고 있는 사보이아(Savoy)를 구하고 프랑스군을 격파하기 위해 외젠 공작과 합류하기를 시도하였다. 사보이아는 산을 넘는 길을 통해 프랑스로 들어가는 진입로 역할을 하였거나, 아니면 대신에 지중해 해안을 통해 니스(Nice)나 툴롱(Toulon)에 대한 해안지원을 통해 공격도 할 수 있었다. 그러나 말버러공작이 선호하는 안은 프랑스의 마르생(Marsin)이 최근에 탈취한 모젤 강으로 돌아가 다시 한 번 프랑스의 심장부로 진격하는 작전인 듯 보였다. 그러나 결정은 곧 형식적인 것이 되었다. 얼마 지나지 않아 말버러 공작은 네덜란드 공화국에 4월 14일 상륙했다. 확대된 전쟁을 방해했던, 주된 동맹자에게 도착한 것이다.

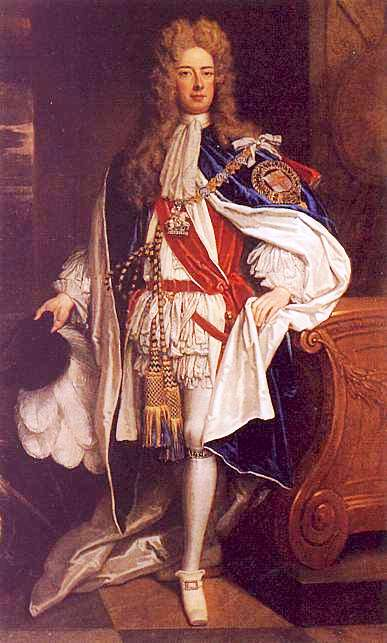
동맹군 총 사령관 말버러 공작 1세 존 처칠 (1650–1722) by 고드프리 넬러 경.

대동맹에게 프랑스는 아직 굳건하다는 것을 보여주기로 결심한 루이 14세는 알자스와 북 이탈리아에서 두 배의 작전을 벌였다. 4월 19일 최전방에서 방돔(Vendôme) 원수가 칼치나토(Calcinato)에서 황제군을 격파하고, 혼란에 빠진 황제군을 몰아넣었다. 프랑스군은 이제 투린(Turin)에 대한 장기적인 안목의 공성전을 준비할 위치에 있었다. 알자스에서는 빌라르 원수가 바덴의 변경백을 헤게나우(Haguenau)에서 급습해 함락함으로써 격파했고, 그를 혼란속에 라인강 너머로 패주시켰고, 란다우(Landau)를 위협하기 시작했다. 이러한 움직임에 네덜란드는 자신의 국경과 병사들을 비워두고 이탈리아로 가려는 말버러 공작의 야심찬 계획을 거절했다. 그러므로 동맹의 협동에 대한 생각으로 가득한 상황에서 말버러 공작은 저지대(현재의 베네룩스 3국)에서의 전역을 준비하였다.

#### 움직이는 동안
공작은 5월 9일 헤이그를 떠났다. "신은 내가 무거운 마음으로 가는 것을 알 것일세." 말버러 공작은 6일 후 영국에서 그의 친구이자 정치적 동맹자인 고돌핀(Godolphin)에게 보내는 편지에서 이와 같이 썼다. "나는 무엇인가 중요한 어떤 것을 할 희망이 없네. 만약 프랑스가 내가 그들이 하지 않을 것이라고 내가 확신하는 그런 일들을 하지 않는 한 말일세." 다시 말해 궁정암투였다. 5월 17일 말버러 공작은 그의 네덜란드-영국 동맹군을 마스트리히트 근처의 통게렌(Tongeren)에 집결시켰다. 하노버인, 헤센인, 덴마크인은 일찍 지원을 요청했음에도 불구하고, 지원을 늦추는 다양한 이유를 찾거나 만들거나, 말했다. 말버러 공작은 덴마크 군대의 사령관인 뷔르템베르크 공작(Duke of Württemberg)에게 애원하는 편지를 썼다. "저는 전하께서 기병들을 이끌고 저희와 일찍 합류하기 위해 빠르게 행군하실것을 바라는 이런 전언을 드립니다." 더하여 프로이센의 왕은 비엔나에서의 개인적인 사건으로 인하여 그의 군대를 라인강의 뒤편에 주둔하고 있었고, 헤이그에 있는 네덜란드 국회의 문제는 여전히 안 풀리고 있었다. 그럼에도 불구하고 말버러 공작은 비록 빌레루아가 마르생의 명령으로부터 지원요청을 강요받더라도 프랑스군이 그들의 좋은 위치를 벗어나 그의 병력을 공격하기 위해 움직일 여건이 없다고 생각했다. 그러나 그는 잘못 계산하고 있었다. 비록 루이 14세가 평화를 원하고 있더라고 그는 일정 조건을 원했고, 이는 그로 하여금 회전에서의 승리를 요구했다.
이탈리아와 라인 강변에서의 승리로, 루이 14세는 플랑드르에서도 같은 결과를 낼 수 있다는 희망에 가득 찼다. 강력한 방어에 둘러싸여 멀리 떨어져있기 때문에 말버러 공작이 인식하지 못했던 루이 14세는 그의 원수들로 하여금 행동을 하라고 완고하게 몰아붙이기 시작했다. "빌레루아는 상상하기 시작했다. 생-시몽 공작 루이 드 루브루아(Louis de Rouvroy duc de Saint-Simon)이 저술하길 "왕이 자신의 용기를 의심하고 자신에 대한 오해를 풀기 위해 모든 것을 불사를 필요가 있다고." 이에 따라 5월 18일, 빌레루아는 루바인(Louvain)을 떠나 70개의 보병 대대와 132개의 기병 대대, 62문의 포로 구성된 총 60,000명이 넘는 군세로 이루어진 대군을 이끌고 딜레(Dyle)강을 건너 전투를 벌일 적을 찾기 시작했다. 적장에 대한 자신의 장군으로서의 능력을 과신하고, 또 블레넘의 복수를 결심한 베르사유궁의 독촉에 의해 진영을 박차고 나온 빌레루아와 그의 장군들은 성공을 예상하고 있었다.
양측 모두 어느 순간 전투가 벌어지고 어디서 전투가 일어날 지 예상치 못했다. 프랑스군은 처음 남쪽으로 방향을 돌아 저도이겐(Judoigne)을 향하기 전에는 틸레몽(Tirlemont)으로 움직였다.(프랑스가 1705년 8월 프랑스가 퇴각한 류를 위협하는 것처럼) - 이러한 행군은 빌레루아의 군대로 하여금 라미예와 타비에르(Taviers)의 작은 마을 근처에 있는 메하인(Mehaigne)과 페티테 키테(Petite Gheete)강 사이의 마른 땅의 좁은 균열지대로 향하게 하였다. 그러나 어떤 장군도 그의 적들이 얼마나 행군하지는 예상하지 못했다. 빌레루아는 5월 22일에도 여전히 동맹군이 실제로는 코르스와렌(Corswaren) 근처에서 그들을 따라잡으려는 덴마크 기병대의 합류를 기다리고 있는 동안에 하루 동안 쭉 행군을 하고 있으리라 믿고 있었다. 이에 말버러 공작은 빌레루아가 실제로는 라미예 근처의 진영을 설치할 준비를 하면서 생 안드레(St. André)산의 고원으로 접근하고 있는 동안에 그들이 아직도 저도이겐에 있다고 예측하고 있었다(오른쪽 맵을 보라).
다음날 1시, 말버러 공작은 그의 병참사령관 케도건(Cadogan)을 급파하여 빌레루아가 진군하고 있는 같은 마른 땅으로 정찰을 하도록 하였는데, 이 지역은 전년의 전역으로 공작이 잘 알던 곳이었다. 2시간 후에 말버러 공작은 74개의 보병대대 123개의 기병대대, 90문의 포와 20대의 박격포로 구성된 총 62,000명의 대군세를 이끌고 케도건을 따랐다. 8시경, 케도건이 메르도르프(Merdorp)를 막 지난 후에, 그의 군대는 잔드레노윌레(Jandrenouille)의 고원 외각지대에서 마초를 모으던 프랑스 경기병(후사르)대의 일부와 마주치게 되었다. 얼마간의 총격전 교환 이후, 프랑스군은 퇴각했고, 동맹군 용기병(드라군)대는 정면으로 진군했다. 안개 속에서의 짧은 탐색을 통해 케도건은 빌레루아의 잘 정렬한 정찰부대가 4마일(6 km) 밖에 있다는 것을 알았다. 전령장교가 말버러공작에게 위험을 알리기 위해 급파되었다. 2시간 후에 네덜란드 야전 사령관 오버크리크(Overkirk), 다니엘 도프(Daniel Dopff) 그리고 다른 동맹군 장교들과 함께 있던 말버러 공작은 케도건이 있는 곳까지 말을 달려서, 서쪽 지평선과 함께 프랑스의 대군세가 4마일(6.4 km)밖에서 전쟁을 위해 전열을 준비하는 것을 볼 수 있었다.

## 전투

#### 전장
라미예의 전장은 블레넘의 전장과 비슷한데, 이곳에는 나무와 잡목에 의해 방해받지 않는 광대한 경작지가 펼쳐져 있었다. 빌레루아의 우익은 메하인 강이 그들의 외각을 보호해주는 타비에르와 프랑퀴니(Franquenée) 마을에서 쉬고 있었다. 약 1마일(~2 km)정도 되는 광대한 넓은 평원이 타비에르와 라미예 사이에 펼쳐져 있었다. 그러나 블레넘과는 다르게 이곳에는 기병대를 방해할 하천들이 없었다. 중앙에는 라미예 그 자체를 보호하기 위해 북쪽과 남쪽이 멀리서 보이는 고지대가 펼쳐져 있었다. 프랑스군의 우익은 부서진 마을과 경사를 깊게 달리는 페티테 키테의 강에 의해 보호되고 있었다. 강물의 프랑스 측은 아우트 에글리스(Autre-Église)의 북쪽 너머에 있고 빌레루아의 우익에 자리 잡은 오프스(Offus)의 마을로 뻗었다. 페티테 키테의 서쪽은 생 안드레의 고원으로 향했다. 잔들레누일레의 고원에 있는 두 번째 평원은 동맹군이 집결해 있었는데 서쪽으로 향하고 있었다.

#### 초기의 배치

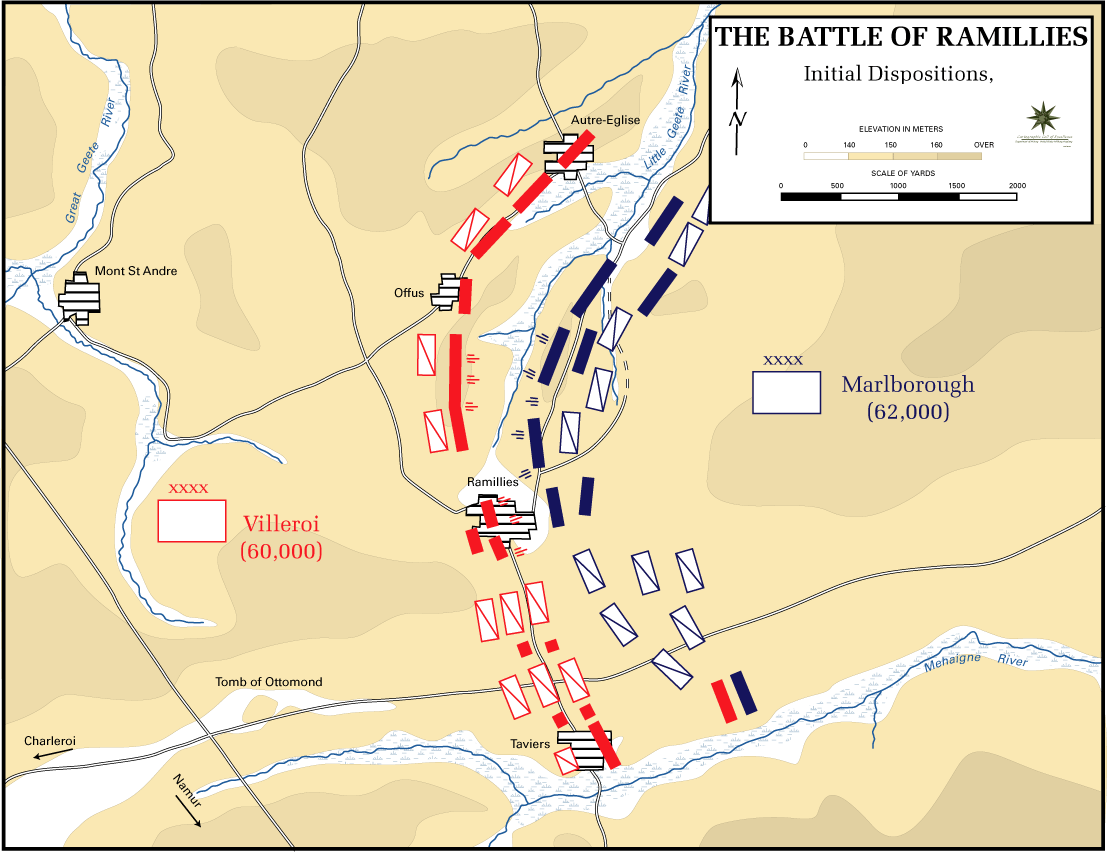
1706년 5월 23일 라미예 전투에서 최초 배치. 남쪽의 타비에르와 라미예 사이에 양쪽 지휘관은 기병대의 대부분을 배치했다. 말버러는 이곳을 돌파구로 삼으려 한다.

11시경 말버러공작은 전투대형을 명했다. 최우익에서 풀츠(Foulz)를 향해 영국 보병대대와 기병대대가 제우체(Jeuche)강의 근처에 2열로 그들의 수비 위치를 공고히 했다. 중앙은 네덜란드, 독일, 프로테스탄트 스위스, 스코틀랜드 보병대(약 30,000명으로 구성되어 있었다.)가 오푸스와 라미예를 정면에 두고 배치되어 있었다. 또 라미예를 앞에 두고 말버러공작은 24파운드짜리의 30개의 강력한 포병대를 배치했고 오센(oxen)의 부대를 끌어와 이 위치에 배치했다. 나머지 포병대는 페티테 기테가 내려다보이는 곳에 배치되었다. 그들의 좌익에는 말보로가 생각하기에 반드시 결정적인 교전이 벌어질 것이라 예상한 타비레즈와 라미예 사이의 넓은 평원이 있었는데, 이곳에는 오버크리크가 69개의 네덜란드, 덴마크 기병대로 구성된 기병대대가 네덜란드의 19개 보병대대와 두개의 포병부대에 의해 지원을 받은 상태로 배치되어 있었다.
빌레루아 역시 그의 부대를 배치했다. 그의 우익은 타비에르에 있었는데, 그는 여기에 프란퀴니(Franquenée)에 있는 소규모의 군세와 함께 그레데르 수이세 연대(Greder Suisse Régiment)의 두개의 보병대대를 배치했다. 이곳은 전 지역인 메하인 강의 늪지대에 의해 동맹군의 우회공격으로부터 보호되고 있었다. 타비에르와 라미예 사이의 개방된 지역에 빌레루아는 스위스와 바이에른 보병으로 구성된 프랑스 보병대의 지원을 받는 드 구이스카르(de Guiscard) 휘하의 82개 기병대대를 배치했다. 라미예와 오푸스, 오트레 에글리스(Autre-Eglise)의 산등성이를 따라 빌레루아는 왈룬(Walloon)과 바이에른 보병대를 바이에른의 선제후 휘하의 바이에른과 왈룬의 50개 기병대대를 생 안드레의 산 위의 고원 뒤에 배치하여 지원하게 하였다. 라미예와 오푸스, 오트레 에클리스의 길은 바리케이트가 쳐졌고, 벽은 머스킷으로 가득 메워진 방어선으로 보호되었다. 빌레루아는 또 라미예 근교에 막강한 포병대를 배치하였다. 이 멋진 포격의 호를 그리는 포들은(전년의 엘릭스하임에서 봤던 세 개의 같은 종류의 것)은 동맹군 보병대가 반드시 통과해야만 하는 잔드레노윌레의 고원에의 접근을 충분히 견제할 수 있었다.

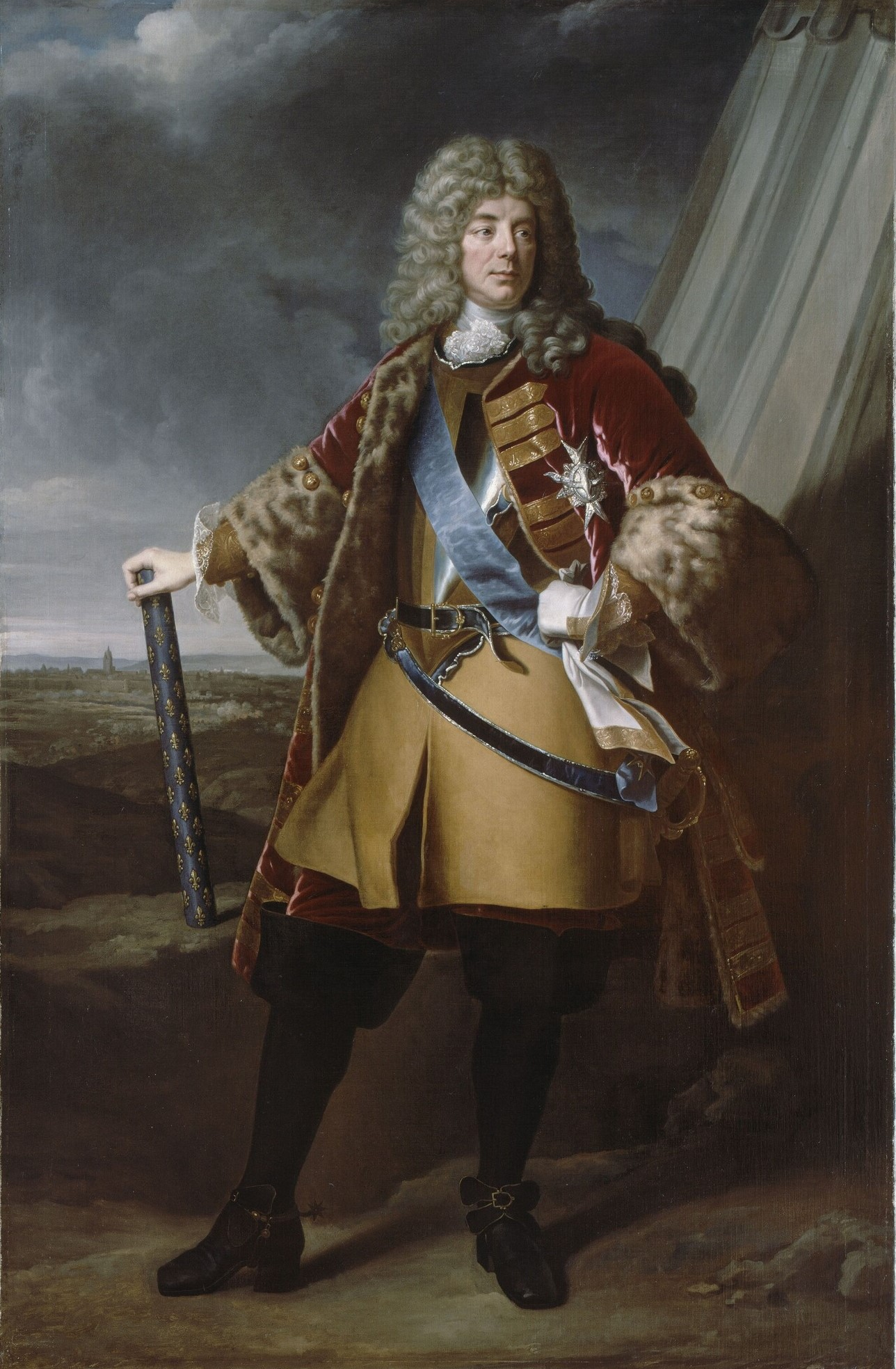
프랑스-바바리안 사령관 빌레루아 공작 (1644–1730). 라미예 전투가 빌레루아의 마지막 지휘였다.

그러나, 말버러 공작은 프랑스군의 배치에 몇 가지 중대한 약점을 발견하였다. 전술적으로 빌레루아가 그의 우익에 있는 타비에르와 그의 좌익에 있는 오트레-에글리스의 지역을 차지하는 것은 필수적이었으나, 빌레루아는 그의 부대를 지나치게 확장하여 배치하였다. 게다가 이 배치는, 동맹군에 대하여 오목한 모양이었는데, 말버러 공작에게 프랑스의 초승달 진영 뿔들 사이를 좀 더 끌어들일 수 있는 촘촘한 전열을 구성할 기회를 만들 수 있었다. 게다가 동맹군이 공격하기 위해 접근하면, 좀 더 집중적이고 강하게 공격할 수 있게 해주었다. 덧붙여, 말버러 공작의 배치는 그의 적보다 더 쉽게 전위를 넘어 이동할 수 있었고, 이러한 전술적 이점은 점심쯤에 전개되는 사건에 중요한 역할을 하였다. 비록 빌레루아는 그가 잔드레뉠레의 고원을 점령했을 때(동맹군의 외원을 위협하며) 동맹군의 우익을 점령하는 선택도 있었으나, 말버러 공작은 프랑스 사령관의 조심스러운 성격으로 인해 프랑스군은 산등성이를 따라 방어적인 전투를 벌일 것이라고 예상하였다.

#### 타비에르
13시경 포병대는 행동을 개시했다. 잠시 후 동맹군의 중대가 그들의 전선의 끝부분을 벗어나 프랑스-바이에른군의 옆구리에 공격을 개시했다. 베르트뮐러(Wertmüller) 대령의 지휘 하에 있는 네덜란드 부대의 남쪽에서 프랑퀴니(Franquenée)의 작은 마을을 점령하기 위해 2문의 야포를 끌고 나섰다. 마을에 있던 소규모의 스위스부대로 구성된 주둔군은 그들의 후방에 있던 보병대대의 지원을 받지 못한 상태에서 기습당해, 순식간에 패퇴하여 타비에르의 마을에서 물러났다. 타비에르는 프랑스 바이에른 연합군에게 아주 중요한 위치에 있었다. 이 지방은 아무런 지원도 받지 못하는 상태에서 평원에 배치된 드 구이스카르(de Guiscard)의 기병대의 옆구리를 지켜주는 동시에, 프랑스 보병대로 하여금 그들이 돌격할 때, 네덜란드와 덴마크 기병대대의 옆구리를 위협할 수 있었다. 그러나 네덜란드 부대가 공격을 개시했을 때, 스위스군대는 마을에 있는 그들의 동료들에게로 힘겹게 물러날 수밖에 없었다. 오솔길과 시골의 작은 마을을 사이에 두고 벌어진 전투는 흉포한 총검전으로 악화되었으며, 이는 멜리(mêlée)에서 난투극을 벌이게 하였다. 그러나 화력에서의 네덜란드군의 우세는 곧 나타났다. 전투에 참여했던 프랑스군의 장교 드 라 콜로니(de la Colonie) 근처의 평원에서 회고했다. "마을에서 교전이 벌어졌다. 그리고 그곳에서의 교전은 이 전투에서 벌어졌던 다른 교전만큼이나 유혈이 난무했다." 약 15시경 스위스군은 습지대 너머로 마을에서 퇴각하였다.
빌레루아(Villeroi)의 우익은 혼란에 빠졌고, 개방된 상태에 공격받기까지 쉽게 되었다. 드 구이스카르는 이 상황을 극복하기 위해 최근에 후방에 배치된 프랑스 용기병으로 구성된 14개 기병대대에게 공격을 명했다. 그레데르 수이세 연대의 두개의 다른 보병대대 역시 보내졌으나, 공격은 협동이 잘 이루어지지 않았고, 결과적으로 분산되었다. 동맹군 사령관은 수비부대와 야전포와 함께 하마한 용기병을 타비에르로 보냈고, 이들은 머스켓 일점 쏴(집중사격)를 퍼부었다. -그리고 산탄사격을 전진하는 프랑스 부대에게 퍼부었고, 이 부대를 지휘하는 다우비기니(d’Aubigni)대령은 치명적인 부상을 당했다.
프랑스 군대의 횡대가 휘청거리지 시작했을 때, 이제 적들에게 통제받지 않은 채로 다른 마을에도 포격을 가하기 시작한 뷔템베르크(Württemberg)의 덴마크 기병대가 공격을 위해 적진에 보내졌고, 노출된 프랑스의 스위스 보병과 용기병 부대의 옆구리를 쳐부쉈다. 그레데르 수이세 연대와 사령관 드 라 콜로니는 그의 척탄병 부대와 함께 연대를 이루었던 콜론네 부대와 함께 마을에서의 반격이 주춤거리자 이를 돕기 위해 라미예의 남쪽의 방어구역으로 가라는 명령을 받았다. 그러나 그가 도착했을 때 모든 것은 혼란상황에 빠져 있었다. "우리 군사들은 우리보다 먼저 갔던 용기병대와 스위스 부대가 전투로 인해 거의 무력화되었을 때 더 이상 나아갈 수 없었다. 나의 전우들은 방향을 돌려 물러나기 시작했다." 데 라 콜로니는 프랑스의 용기병과 그레데르 수이세 바탈리온과 함께 집결하고자 하였다. 그러나 이것은 전적으로 지나치게 단순한 명령이었고, 이로 인해 빌레루아의 우익이 약화되는 것을 도왔을 뿐이었다.

#### 오푸스와 오트레-에글리스

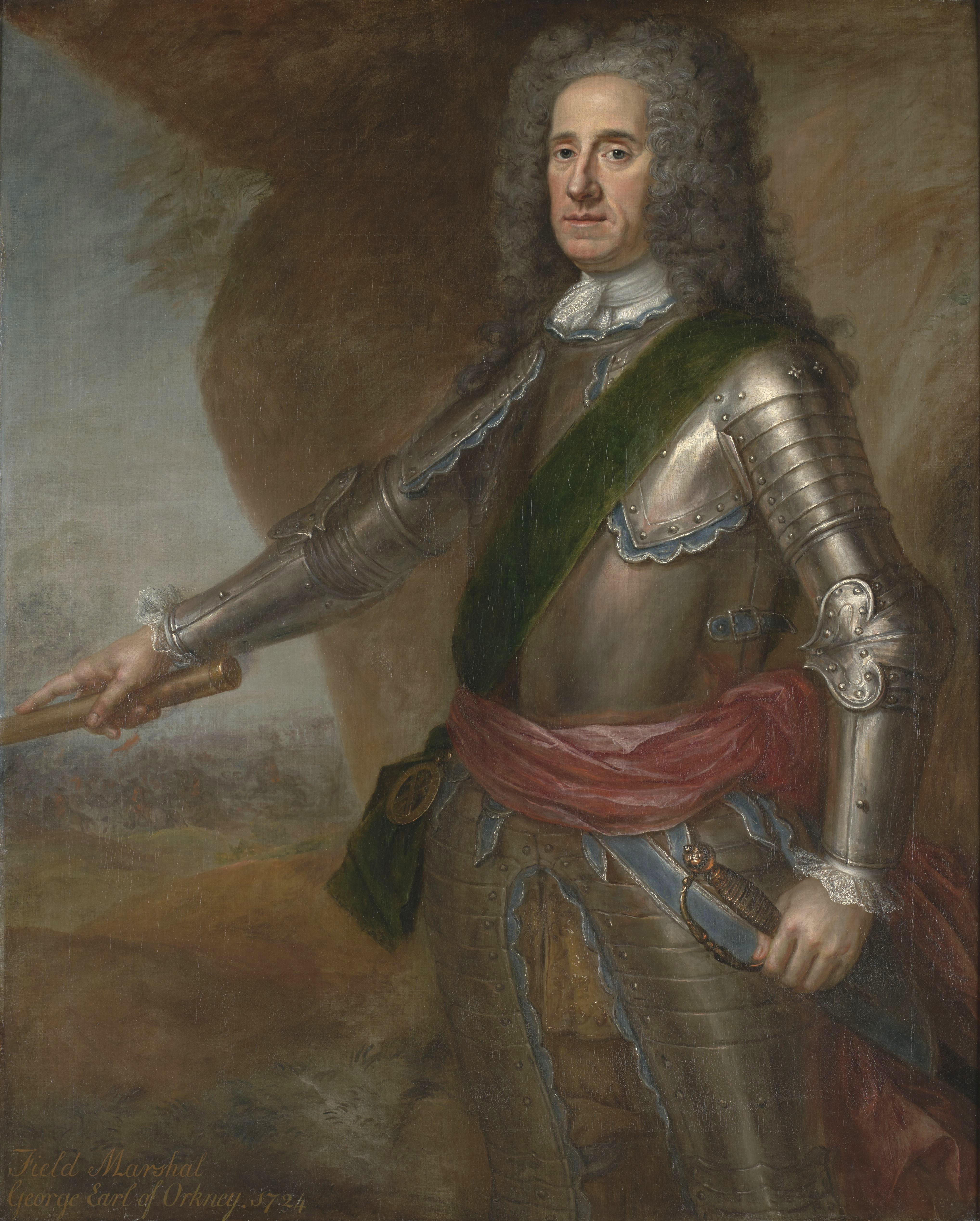
오크니 백작 1세 조지 해밀턴 (1666–1737) by Martin Maingaud. 그는 직접 영국 보병대를 지휘하여 오푸스와 오트레-에글리스를 공격했다.

타비에르를 공격하는 동안에 오크니 백작(Earl of Orkney)은 동맹군의 우익에 위치한 바리케이트가 쳐진 마을인 오푸스와 오트레-에글리스에 대하여 공격을 결심하고 페티테 기테(Petite Gheete)를 넘으라는 명령을 그의 영국군 제 1열에게 알렸다. 빌레루아는 오푸스의 근처에 있었는데, 우려스러운 눈으로 붉은 코트를 입은 부대가 진군하는 모습을 바라보며, 그가 루이 14세로부터 5월 6일 받았던 경고를 되새기고 있었다. "그대의 군대가 영국군의 최초의 공격을 얼마나 견딜 수 있는지 특히 유의하시오." 이 조언에 유의하며 프랑스 사령관은 그의 좌익을 강화하기 위해 중앙에서 부대를 급파하고, 그들을 대체하기 위해 이미 약화된 우익에서 더 보병부대를 끌고 왔다.
영국 보병대대가 늪지대가 있는 하천을 넘기 위해 애쓰면서 페티테 기테의 계곡의 완만한 능선을 내려올 때, 드 라 귀이체(de la Guiche)소장이 오프스 근처에서 보낸 왈룬 보병부대를 만나는 고난을 겪게 되었다. 일제사격 이후에, 영국군에게 많은 사상자를 유발한 후에, 왈룬 부대는 잘 정렬한 상태로 산등성이를 내려갔다. 그럼에도 불구하고 영국군은 하천을 넘어 마른땅에 그들의 횡대를 구성할 수 있었고, 산등성이에 있는 바리케이드와 작은 마을을 향해 강한 압박을 줄 수 있었다. 그러나 영국군의 돌격으로 인한 무위는 마을에 설치된 방어선을 돌파하여 그들로 하여금 적을 위협할 수 있었고, 생 안드레 너머의 고원으로의 진입로를 열 수 있었다. 이는 잠재적으로 동맹군 보병대에게 위험했는데 바이에른의 선제후와 벨기에 기병대대가 움직이기 위해 고원에서 대기하고 있었기 때문이다.
비록 헨리 룸리(Henry Lumley)의 영국 기병대는 페티테 기테 주변의 습지대를 건너고자 노력했지만, 이것은 충분한 기병대의 지원은 효율적이지 않고, 전투는 동맹군 우익에 유리하지 않다는 것을 말버러 공작에게 입증하는 증거가 되었다. 그러므로 공작은 오푸스와 오트레-에글리스에 보낸 공격명령을 철회하였다. 오크니 경에게 자신 퇴각명령을 확신시키기 위해, 말버러 공작은 명령을 내리는 사람으로 그의 보급사령관인 케도건을 보냈다. 오크니 경의 항의에도 불구하고 케도건은 순종을 요구했고, 마음에 내키지 않았지만, 오크니는 그의 병력을 원래 위치인 잔드레노윌레(Jandrenouille)로 물리겠다는 말을 전하게 했다.

#### 라미예
라미예에 대한 동맹군의 돌격이 어느 정도 속도를 얻는 동안에 말버러 공작의 손아래 동생이자 보병대 사령관인 찰스 처칠(Charles Churchill)은 4개의 보병 종대에게 마을을 공격하라고 명했다. 이 돌격은 슐츠(Schultz)와 스페어(Spaar)가 지휘하는 네덜란드 보병대대 12개와 슐렌부르크 백작(Count Schulenburg)가 지휘하는 2개의 작센 보병 여단, 아가일 공작 2세(2nd Duke of Argyle)이 지휘하는 네덜란드 소속된 스코틀랜드 여단, 그리고 프로테스탄트 스위스의 소규모 여단으로 이루어져 있었다. 라미예에는 20개 프랑스-바이에른 보병대대가 있었고, 이들은 아일랜드 용기병과 마페이 후작(de Maffei)의 휘하에 있는 쾰른과 바이에른인들로 구성된 소규모 여단의 지원을 받고 있었다. 이들은 방어의지로 충만해 있었으며, 어느 정도의 피해와 함께 적들을 격퇴하였다.

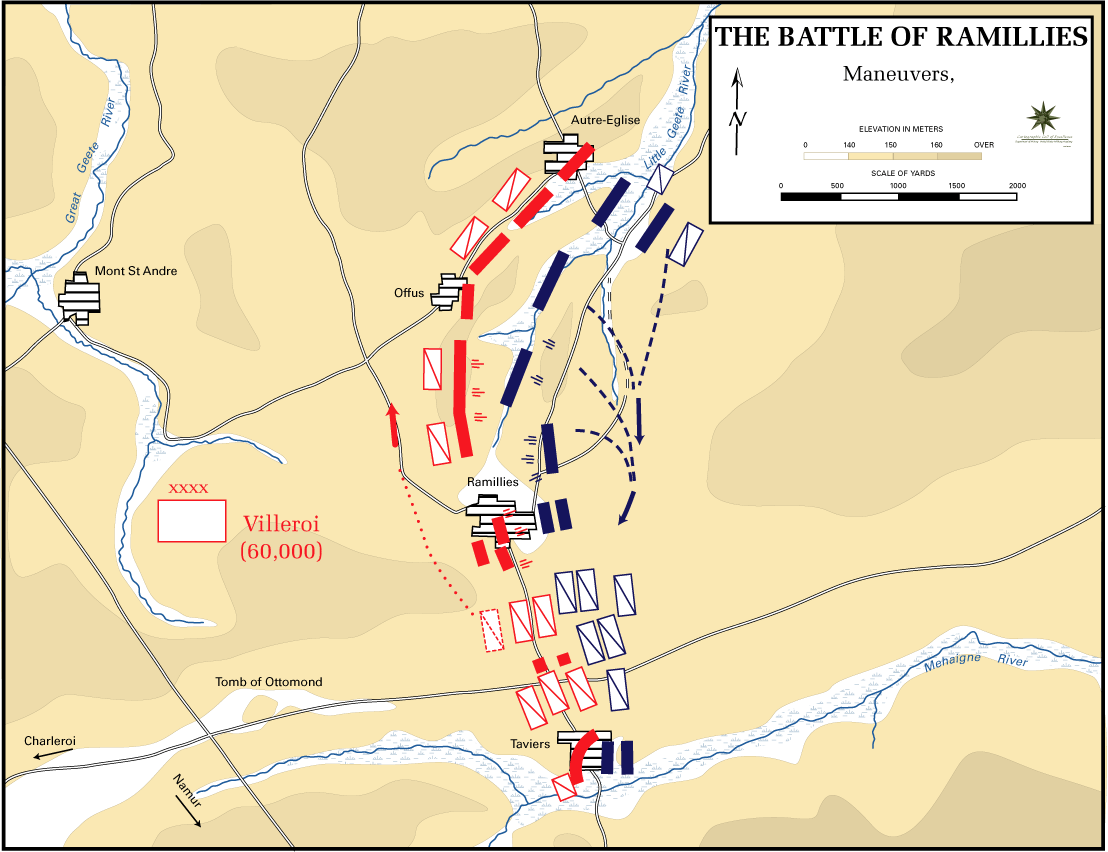
말버러 공작은 중앙을 강화하기 위해 우익에서 병력을 떼어내 보냈다. 이와 대조적으로 빌레루아 공작은 오푸스와 오트레-에글리스를 보강하기 위해 우익에서 남은 병력을 차출해 좌익으로 보냈다. 이 배치는 우익을 약하게 만들어 적의 공격에 흔들릴 수도 있는 상황을 만들었다.

슐츠와 스페어가 고전하는 것을 보고 말버러 공작은 오크니의 영국, 덴마크 보병대대로 구성된 제 2열(이들은 오프스와 오트레-에글리스에의 강습에는 사용되지 않았다.)에게 라미예를 향해 남쪽으로 이동하라고 명령하였다. 이 지대에 있는 얼마 안 되는 가축우리에 의해 프랑스군의 관찰로부터 움직임을 감출 수 있었던 이들은, 사령관 반 팔란트(van Pallandt) 준장은 명령으로 자신들의 군기를 고원의 끝에 있는 이 지역 왼쪽에 꽂아 두어 프랑스-바이에른 연합군으로 하여금 아직도 동맹군이 초기 위치에 있다고 믿도록 하였다. 그 결과, 프랑스-바이에른 연합군은 동맹군의 주력과 그들의 목표가 페티테 기테의 반대쪽에 있다고 확신하였고, 말버러 공작은 연합군에게 들키지 않고, 자신의 주력부대를 라미예를 향해 이동하게 하여 평원 남쪽으로 내려갔다. 이러는 동안에 빌레루아도 역시 그의 좌익에 있는 반대방향에 보병대의 잔여부대를 움직이고 있었다. 결정적으로 이 시간에 프랑스 사령관들은 동맹군 위치의 미묘한 변화를 알아차리지 못하고 있었다.
약 15시 30분경 오버크리크(Overkirk)는 그의 기병대대에게 평원을 넘어 라미예를 공격하는 보병부대를 지원하게 하였다. 21개의 덴마크 부대에 의해 그들의 좌익이 지원받는 48개의 네덜란드 부대로 이루어진 잘 훈련받은 동맹군 기병대는 그들의 돌격을 위한 힘을 얻기 위해 움직이기 전에 적을 향하여 서서히 접근하기 시작했다.(그들의 말이 너무 일찍 지친것에 대해서는 신경 쓰지 않았다.) 퓨퀴에레 후작(Marquis de Feuquières)는 이 전투의 장면을 묘사하며 다음과 같이 서술하였다. "돌격은 4열로 이루어졌다. 그들이 접근할 때 그들은 2열과 4열이 그들의 1열과 3열에 끼인 채로 움직였는데, 이는 그들이 우리에게 접근할 때 아무런 중간부분이 없이 정면에 하나의 진형을 이루고 싶었기 때문이다."
처음의 전투는 네덜란드와 덴마크 기병대에게 유리했다. 빌레루아 원수가 그들의 보병대를 프랑스군의 좌익을 지원하기 위해 빼낸 것으로 발생한 숫자의 불균형은 동맹군으로 하여금 프랑스 기병대를 혼란 상태에서 그들의 2열로 도망치도록 하는 것을 가능케 하였다. 제2진 역시 계속적인 공격에 의해 결국에는 기병의 제 3열로 물러날 수밖에 없었고, 이제 소수의 보병대대만이 평원에 남게 되었다. 그러나 루이 14세의 최정예부대 중 하나인 메종 두 루아(Maison du Roi)의 기병대는 바이에른의 중기병대로 구성된 4개의 정예 기병대의 지원을 받고 있었다. 드 구이스카르에 의해 교묘히 지휘되는 프랑스 기병대는 재집결하여 국지적인 반격을 벌여 동맹군 기병대를 요격하는 데 성공했다. 오버크리크의 우익은 라미예에 근접했는데 10개의 기병대대는 갑작스럽게 횡렬을 이탈해 흩어져, 재 정열을 위해 후방으로 물러나기 시작했고, 이로써 라미예에 돌격을 감행한 동맹군의 좌익은 위험에 노출되었다. 보병대의 지원이 결여됐음에도 불구하고 드 구이스카르는 그의 기병대를 훌륭히 지휘하여 동맹군 부대를 두 번이나 격퇴하였다.

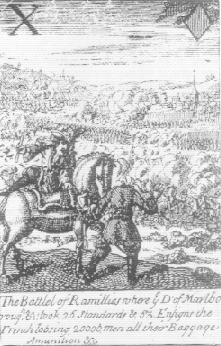
다이아몬드 10 카드: 전장에서 목이 떨어져 나간 대령.

중앙에 위기가 다가오기 시작했으나 그의 유리함을 통해 말버러 공작은 상황을 확실히 인식하기 시작했다. 동맹군 사령관은 이제 중앙을 지원하기 위해 우익의 기병대를 불러들였고, 오크니 경을 지원하기 위해 오직 영국 기병대대만을 남겨놓았다. 전투의 포연과 유리한 지형에 의해 말버러 공작이 명령한 부대 이동은 아직 움직이지 않은 50개 기병대대를 움직일 생각조차 하지 못한 빌레루아 원수에게 발각되지 않았다. 그가 새로운 지원 병력이 도착하길 기다리는 동안 말버러 공작은 스스로 멜리(mêlée)를 공격하게 하여 혼란에 빠진 네덜란드 기병대를 재집결시켰다. 그러나 그의 개인적인 일로 인해 그는 거의 아무 일도 하지 않게 되었다. 프랑스 기병대는 말버러 공작이 예상하기에 그의 부대로 몰려들어오고 있었다. 말버러 공작의 말은 넘어졌고, 공작은 내던져졌다. "말버러공작이 말에서 떨어졌다." 오크니경은 얼마 후에 그렇게 저술하였다. 이것은 전투에서 중대한 순간이었다. "무라이 소장(Murray)은" 어떤 목격자가 회상하길 "말버러 공작의 낙마를 보았고 그들의 앞길을 가로막는 적들을 격파하며 그를 구하기 위해 두개의 스위스 보병대대와 함께 재빨리 진격하기 시작했다." 말버러 공작의 부관중 하나는 말버러 공작이 무라이의 훈련된 부대가 추격하는 프랑스 군대를 격멸하기 전에 공작이 안전한 위치에 도달할 수 있도록 그를 자신의 말에 태웠다.
잠시 후, 말버러 공작의 말 관리관인 브링필드(Bringfield)대령은 말버러 공작을 위해 여분의 말 한 필을 끌고 왔다. 그러나 그는 말버러 공작을 말에 태우는 것을 돕는 동안에 불행하게 유탄에 의해 총을 맞았다. 말버러 공작의 다리 뒤에 있었던 불행한 대령이 총탄에 맞기 전에, 그 총탄은 최고 사령관의 다리 사이를 지나갔다. - 그 다음 순간이 으스스한 카드 게임의 그림에 그려져 있다. 이러한 사건에도 불구하고, 위험은 지나갔고, 공작은 그의 우익으로부터 파병된 기병 지원군들을 제자리에 잡게 하였다. 더 없이 행복해하던 빌레루아가 인식하지 못한 상황에서 변화가 시작되고 있었다.

#### 돌파

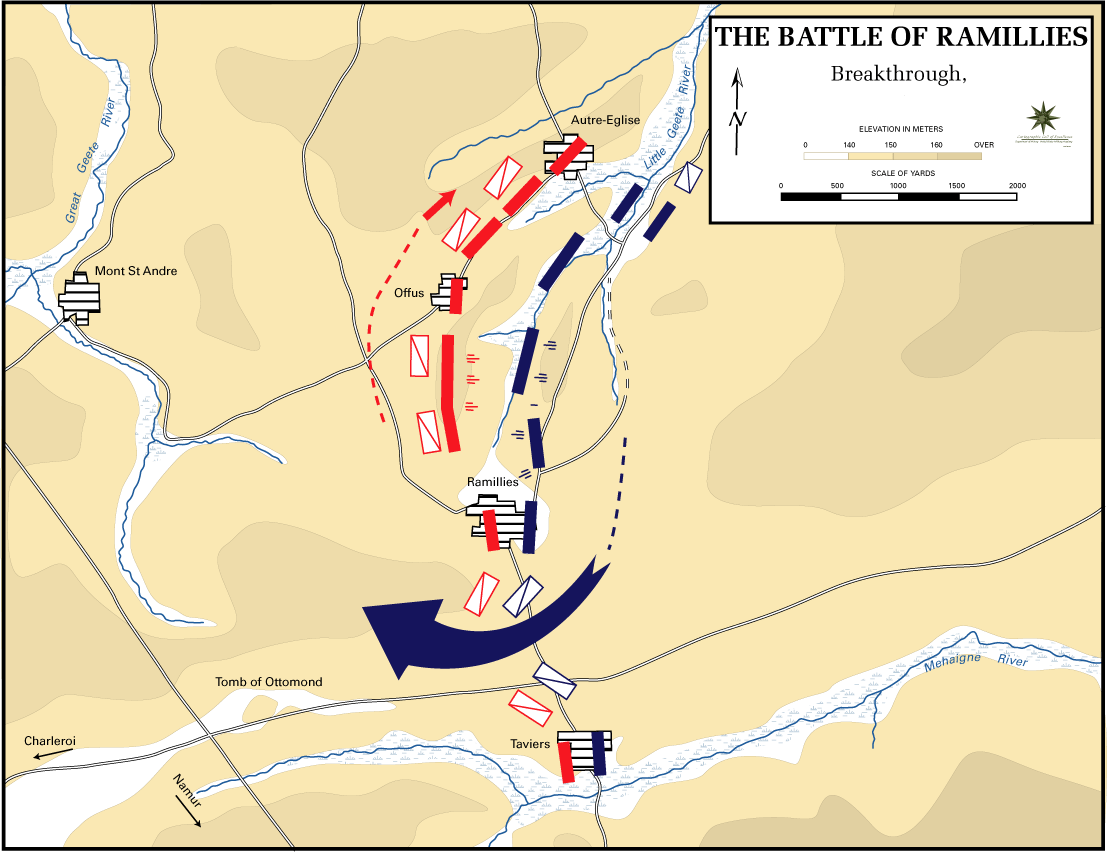
북쪽에서 남쪽으로 이동한 동맹군 기병대대의 지원으로 5-3이라는 수적우위를 얻었고, 동맹군 기병대는 25,000명의 프랑스군에게 상당한 데미지를 주면서 프랑스군 방어선을 돌파하게 되었다.

시간이 약 16시 30분쯤 되자, 양군은 남쪽의 소택지대에서 산발적인 교전을 벌이며 약 4마일(6 km) 정도의 거리를 두고 근접해 있었다. 거대한 기병대가 평원으로 진입하여 중부의 라미예의 교전상황을 돌파하여, 오프스와 오트레-에글리스의 작은 마을들이 있는 북부로 향하려 하였다. 오크니와 드 라 구이체는 서로 페티테 기테를 두고 새롭게 전투할 준비를 하면서 대치하였다.
지원 기병대대의 도착은 동맹군에게 유리한 상황을 이끌었다. 지치고, 계속적인 사상자 증가에, 수적인 불리함까지 겹친 구이스카르의 기병대대는 평원에서 전투하던 중 결국 물러나기 시작했다. 일전의 자리를 유지하거나 프랑퀴니와 타비에르를 재점령한 후에는 귀스카르드의 우익은 그들의 우익과 지나치게 멀리 떨어지게 되어 위협에 노출하게 되었다. 이런 유리한 상황을 살리기 위해 뷔템베르크의 덴마크 기병대는 전력을 모아 네덜란드군을 막는 데 쓰고 있던 메종 두 로이의 측면을 찌르며, 총 공격을 감행했다. 아무런 저항 없이 돌격해 들어가면서 21개 덴마크 기병대대는 오토몽드의 무덤 지역 근처의 프랑스 군 후방에서 재집결하고 생 안드레의 고원을 건너 빌레루아의 군대를 향해 돌격하기 시작했다.

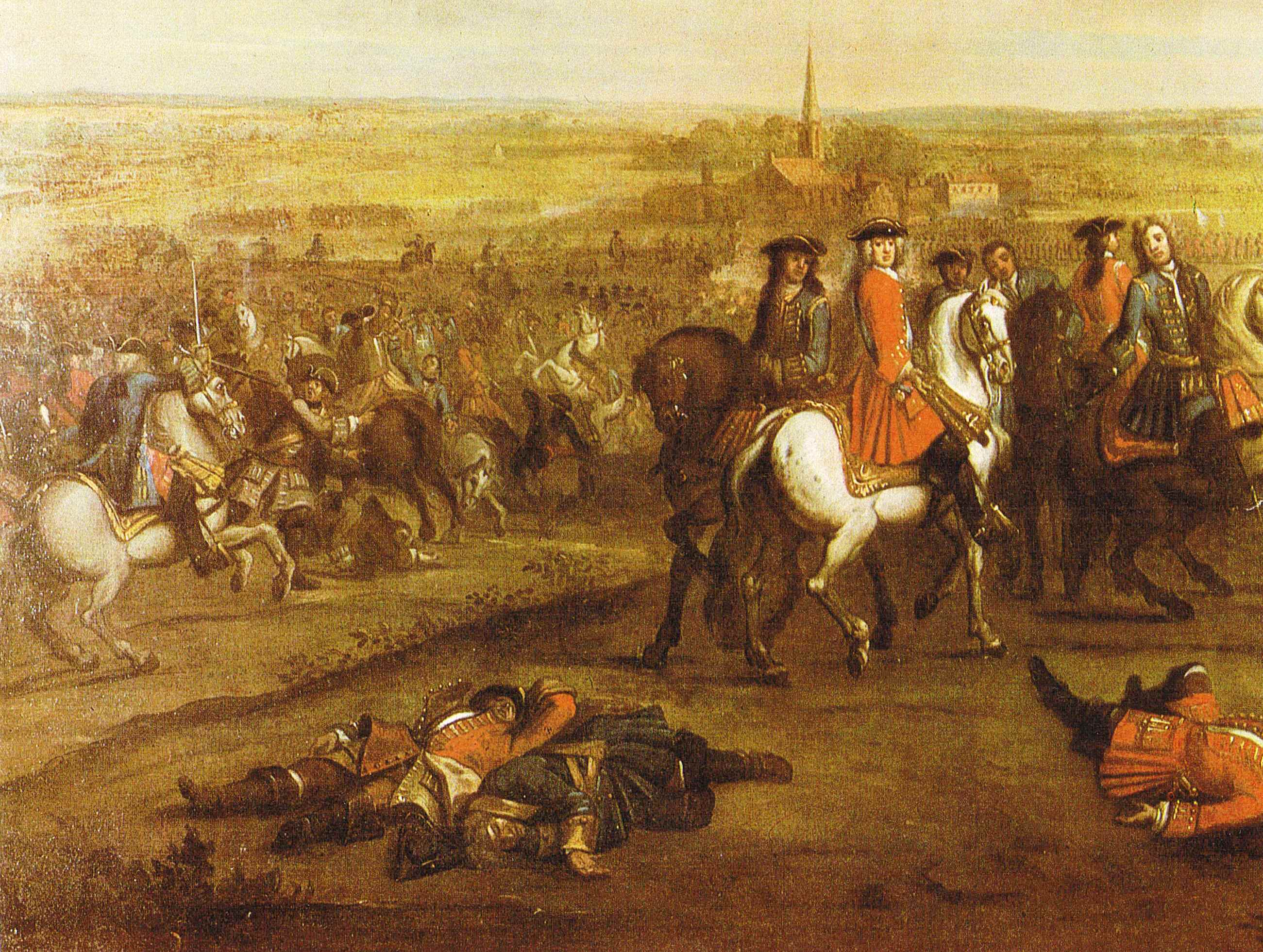
양측 기병대간의 격돌.

기병대를 위해 동맹군의 최종적인 지원군이 남쪽으로부터 도착하자, 말버러 공작의 좌익에서의 우위는 더 이상 뒤집을 수 없게 되었고, 빌레루아는 전장을 유지하고자 하는 그의 최초의 계획을 지키려 했다. 그는 아직 출진하지 않은 50개 기병대대를 배치하였으나 최초의 배치 후에 부주의하게 남아있는 프랑스 본영의 텐트와 군수물자들을 지키는 수비병들은 라미예의 후방에서 필사적으로 저항하고 있었다. 동맹군 사령관은 이제 프랑스-바이에른의 기병대를 수적으로 압도하고 있는 그의 기병대에게 명령했다. 드 구이스카르의 우익은 적절한 보병지원도 받지 못한 상황에서 맹공을 견딜 수 없었고, 그들의 말머리를 북쪽으로 돌려 혼란상태에서 격파 당한 채 궤주하기 시작했다. 심지어 기병대대는 이제 라미예의 후방에서 맹공을 견딜 수 없게 된 빌레루아와 함께 한 덩이로 뒤섞기기 시작했다. "비명이 곳곳에 울려 퍼졌다. 프랑스에서 아일랜드 용병으로 종군한 페터 드래이크(Peter Drake)는 회고한다. "스스로 살길을 찾아라!"

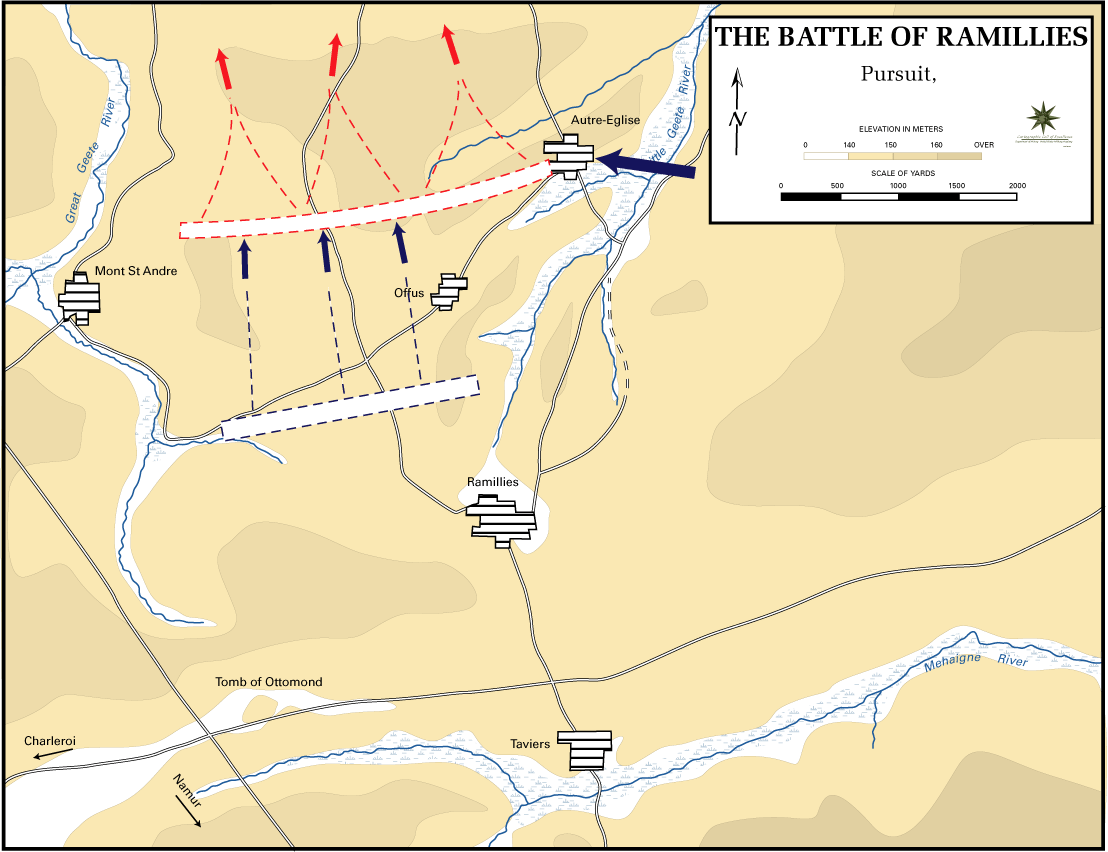
혼란이 커질대로 커진 프랑스-바이에른 군대는 지휘관을 따라 퇴각하기 시작한다. 날개모양을 유지하며 퇴각하기 시작했다.

라미예에서 동맹군 보병대는 이제 영국군에게 지원을 받고, 북쪽으로 향하기 시작했고 마침내 돌파에 성공했다. 드 피카르디 연대(Régiment de Picardie)는 제 자리를 지키고 서 있었으나 볼드위크(Borthwick) 대령의 스코틀랜드-네덜란드 연대와 영국의 지원군에 의해 패퇴하였다. 볼드위크는 그의 부대에서 선두에 서서 싸우다가 프랑스군에서 종군 중이던 아일랜드인 찰스 오브리온(Charles O’Brien)에 의해 살해당했다. 드 마페이 후작은 바이에른과 쾰른부대를 이끌고 방어에 나섰으나 이는 곧 무의미하다는 것이 밝혀졌다. 빠르게 남쪽으로부터 접근하는 기병부대의 돌격을 발견한 것이다. 후에 그는 회고하길 " 나는 그들의 장교들을 지원하려는 기병대대가 주둔한 곳의 최북단으로 향했으나, 그러나 이에 대해 듣기 전에 나는 급작스럽게 포위되었고, 자비를 구걸하게 되었다."

#### 추격
북쪽과 서쪽으로 향하는 길은 탈주자들로 가득 찼다. 오크니는 이제 영국 부대를 보내 페티테 기테의 하천을 다시 한번 건너 드 라 귀체의 보병대가 혼란상태에서 버리고 도망가기 시작한 오프스에 대한 강습을 다시 한번 시도했다. 보병대의 오른쪽에서 하이(Hay)와 로스(Ross)의 용기병 부대는 또 강을 건너 자신들의 목표를 향했고, 오트레-에글리스에 있는 두 로이 연대에게 돌격을 감행했다. "우리 용기병은" 존 딘(John Deane)은 서술하길 "마을에 돌입했고, 적들을 도살하기 시작했다." 바이에른의 기병 부대와 선제후의 호위병은 퇴각하여 빌레루아와 선제후를 보호하기 시작했으나, 룸리의 기병에 의해 흩어지게 되었다. 전장을 도망 다니는 패잔병의 무리가 공격당하는 가운데 프랑스와 바이에른 사령관들은 그들이 누구인지 몰랐고, 단지 프랑스와 바이에른의 중장들을 습격한 데 만족한 코르넬리우스 우드(Cornelius Wood) 덕분에 가까스로 사로잡히는 것을 피할 수 있었다. 남쪽 멀리에서는 드 라 콜로니 부대의 잔여병력이 나무르(Namur)의 프랑스 부대가 장악한 요새와는 반대방향으로 물러나기 시작했다.
퇴각은 곧 궤주가 되었다. 개별적인 동맹군 사령관들은 그들의 병력을 이끌고 추격에 나섰고, 다시는 회복할 수 없게 공격하는 것을 허가했다. 곧 동맹군 보병대는 추격을 계속 유지할 수 없었으나, 그들의 기병대는 딜레(Dyle)강을 건너 밤동안 집결하면서 추격을 계속해 적부대를 사로잡기 시작했다. 그러나, 드디어 말버러 공작은 전장으로부터 12마일(19 km)떨어진 멜더트(Meldert) 근처에서 자정이 얼마 지난 후에 추격하는 것을 멈추었다.

## 영향
이제 완파당한 빌레루아의 부대는 무엇이 남았는가? 사상자의 불균형은 루이 14세의 군대에게 충분한 재난으로 인식되었다(더 보기). 더하여 프랑스 군대의 수백명이 탈영했고, 그들의 대부분이 군기아래 다시는 집결하지 않았다. 빌레루아는 또한 52개의 대포 대부분을 잃었고, 그의 보급용 공구 마차를 거의 다 잃어버렸다. 빌라르(Villars) 원수의 말에 따르면 라미예에서의 프랑스의 패배는 "가장 부끄럽고 굴욕적인 궤주"였다.
여러 도시들이 동맹군에게 함락되었다. 루뱅(Louvain)이 1706년 5월 25일 함락되었다. 3일 후에 동맹군은 스페인령 네덜란드의 수도 브뤼셀에 들어갔다. 말버러공작은 라미예에서의 승리를 통해 무수한 기회를 만들어 냈다. "우리는 이제부터 전에는 가지지 못했던 모든 여름을 갖게 되었소." 브뤼셀에서 말버러 공작은 로버트 할리(Robert Harley)에게 편지를 썼다. "그리고 이는 신의 축복이므로 나는 이 기회를 최대한 사용할 것이오." 말린(Malines), 리에르(Lierre), 겐트(Ghent), 알로스트(Alost), 담(Damme), 오우데나르데(Oudenaarde), 브뤼헤(Bruges) 그리고 6월 6일에는 앤트워프(Antwerp)가 말버러 공작의 승리한 군대에 의해 결과적으로 함락되었다. 빌레루아는 패배의 과정에서 도움도 없이 체포되었다. 루이 14세가 이 재난을 알았을 때 그는 북부 이탈리아에 있는 방돔(Vendôme) 원수를 플랑드르를 함락시키게 하기 위해 소환했다. 그러나 방돔이 지휘하게 된 병력은 전에 비해 너무 약해졌다.

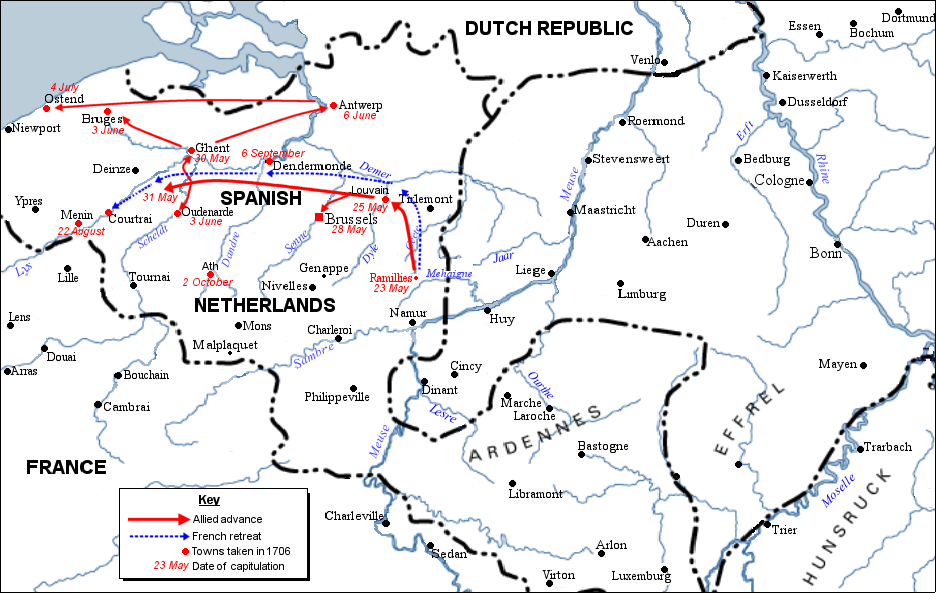
1706년 라미예 전역으로 동맹이 획득한 지역. (각주: 항복한 날짜는 여러 출처에 의거한 것이기에 약간 다를 수 있다)

동맹군의 승리 소식은 프로이센, 헤센, 하노버의 파견단들에게 알려지고, 이는 많이 망설이던 그들의 군주로 하여금 궤주하는 프랑스와 바이에른 군대를 추격하는 데 열정적으로 참여하게 하였다. "이는" 말버러공작은 따분하게 서술하길 "나는 우리의 지난 승리로 이것을 얻게 되었다. 오버크리크가 7월 4일 오스텐더(Ostende)의 수비대를 격파하고, 보급과 연락을 위해 영국 해협과의 직통로를 열었다. 그러나 동맹군은 강력하게 저항하는 덴데몬드(Dendermonde)의 지배자 발리 후작(Marquis de Valée)를 몰아내기에는 준비가 부족했다. 케도건과 찰스 처칠이 공격을 감행한 후에야 도시가 함락되었다.
방돔은 8월 4일 플랑드르의 지휘권을 공식적으로 인수했다. 방돔의 패배한 전임자 빌레루아는 다시는 최고 지휘권을 얻지 못한 채 한탄하길 "나는 내 행복한 날들이 오직 나의 죽음을 예비한 것이었다고 예상하지 못했다." 그러나, 루이 14세는 그를 용서하고는 친절한 말로 그의 옛친구를 맞았다. "원수, 우리의 시대에 우리는 좋은 행운이 없었을 뿐이오." 이때 말버러 공작은 상당한 피해를 입을 끝에 8월 22일 메닌(Menin)의 강력한 요새를 점령했다. 덴데몬드는 1706년 마지막에 함락되었는데, 결국 9월 6일 8월 2일 함락된 아스(Ath)의 뒤를 이어 함락되었다. 이때 말버러 공작은 라미예 전역을 끝내고 뫼즈(Meuse)강의 서쪽, 삼브르(Sambre)의 북쪽으로, 즉 스페인령 네덜란드 너머 프랑스로 진입하는 것을 거절했다. 이것은 영국의 공작이 얻은 작전상의 승리 중 가장 탁월한 것이었다.
이러는 동안, 라인 강의 북부에서 빌라르는 그가 보병대대를 지원 보낸 플랑드르에서 프랑스 군대가 붕괴한 이후에 방어적인 태도를 취하기 시작했다. 이제 그가 란다우(Landau)를 재탈환할 가능성은 없었다. 동맹군에게 북 이탈리아에서 7월 4일 외젠 공작이 피에몬테(Piedmontese)의 수도인 투린(Turin)이 프랑스-스페인 연합군에게 함락되기 전에 그들을 격파했다는 낭보가 전해졌다. 오직 스페인에서 골웨이 경(Galway)이 마드리드에서 바르셀로나로 퇴각하고, 펠리페 4세(Philip V)로 하여금 8월 4일 마드리드로 돌아갈 수 있게 한 것만이 루이 14세에게 좋은 소식이었을 뿐이었다.
이런 모든 것을 생각해 볼 때 상황은 심각하게 바뀌었고, 루이 14세는 프랑스를 이렇게 비참하게 만든 전쟁을 끝낼 방법을 찾기에 이르렀다. 앤 여왕은 또한 라미예의 전역은 하나의 중요성을 가지고 있었다. "이제 우리는 평화의 전망을 가지게 되었다는 점에서 신에게 감사할 것이오." 그러나 대동맹은 승리로 인해 대담해져, 지혜와 평화에 대한 의지도 결여하게 되었다. 프랑스가 누구의 눈에도 알 수 있을 법한 결정적인 패배를 당해도, 전쟁은 다음해까지 계속되었다. 그러나 승리의 여세를 몰아 공세를 대신하는 대신에 동맹은 삐걱거리기 시작했고, 이는 루이 14세로 하여금 라미예와 투린의 패배로부터 회복할 기회를 주었다.

## 사상자
프랑스군의 전 사상자는 정확히 계산되지 않았으며, 그래서 이때의 프랑스 바이에른군의 붕괴는 완벽하게 알 수 없다. 데이비드 G. 첸들러(David G. Chandler)의 저서 사령관으로서의 말보로(Marlborough as Military Commander)와 유럽의 전장 안내(A Guide to the Battlefields of Europe)에서는 프랑스의 사상자의 규모를 다음과 같이 분석하고 있다. 12,000명이 전사하고 부상자를 포함하여 7,000명이 포로가 되었다. 제임스 팔크너(James Falkner)는 저서 라미예 1706년, 기적의 해(Ramillies 1706: Year of Miracles)에서 역시 전사자가 12,000명이며, 부상당하거나 포로가 된 사람이 10,000명에 이른다고 하고 있다. 군사 역사의 콜린스 백과사전(The Collins Encyclopaedia of Military History)에서 두퓌(Dupuy)는 빌레루아 부대의 전사자와 부상자가 8,000명이고, 7,000명이 포로로 잡혔다고 보았다. 개략 언론(Compendious Journal (1733))에서 기록된 존 밀러(John Millner)의 기록은 좀 더 정확한데, 빌레루아의 부대에서 사망하고 부상한 사람이 12,087명이고, 9729명이 포로가 되었다고 한다. 그러나 말버러(Marlborough)라는 책에서 코렐리 바넷(Correlli Barnett)은 총 사상자 규모를 30,000명으로 보고 있는데, 15,000명이 전사하거나 부상당하고, 여기에 덧붙여 15,000명이 잡혔다는 것이다.
라 콜로니는 그의 옛 장군들의 연대기(Chronicles of an old Campaigner)에서 사상자 규모를 빠트리고 있었다. 그러나 생 시몽 공작(duc de Saint-Simon)은 그의 저서 기억(Memoirs)에서 4,000명이 전사하고, 여기에 덧붙여 많은 이들이 부상당하고, 많은 중요인물들이 포로로 잡혔다고 기록하였다. 볼테르(Voltaire)는 그의 저서 루이 14세의 역사에서(Histoire du siècle du Louis XIV)에서 프랑스는 2만에 가까운 사람들을 잃었다고 기록했다.

## 같이 보기
- 이 전투의 이름을 사용한 영국 함선이 몇 개 있다 ; HMS 라미예

## 참고 문헌

#### 첫 번째
- La Colonie, Jean Martin de. The Chronicles of an Old Campaigner, (trans. W. C. Horsley), (1904)
- Goslinga, S. van (1857) Mémoires relatifs à la Guerre de succession de 1706-1709 et 1711, de Sicco van Goslinga, publiés par mm. U. A. Evertsz et G. H. M. Delprat, au nom de la Société d’histoire, d’archéologie et de linquistique de Frise, (Published by G.T.N. Suringar, 1857)
- Saint-Simon. Memoirs, vol i. Prion Books Ltd., (1999). ISBN 1-85375-352-1

#### 두 번째
- Barnett, Correlli. Marlborough. Wordsworth Editions Limited, (1999). ISBN 1-84022-200-X
- Chandler, David G. A Guide to the Battlefields of Europe. Wordsworth Editions Limited, (1998). ISBN 1-85326-694-9
- Chandler, David G. Marlborough as Military Commander. Spellmount Ltd, (2003). ISBN 1-86227-195-X
- Dupuy, R. E & Dupuy, T. N. The Collins Encyclopaedia of Military History 4th ed. HarperCollins Publishers, (1995). ISBN 0-06-270056-1
- Falkner, James. Ramillies 1706: Year of Miracles. Pen & Sword Books Ltd, (2006). ISBN 1-84415-379-7
- Gregg, Edward. Queen Anne. Yale University Press, (2001). ISBN 0-300-09024-2
- Lynn, John A. The Wars of Louis XIV, 1667–1714. Longman, (1999). ISBN 0-582-05629-2